# Morteni
Morteni é uma comuna romena localizada no distrito de Dâmboviţa, na região de Muntênia. A comuna possui uma área de 53.29 km² e sua população era de 2992 habitantes segundo o censo de 2007.